# Juan Pablo Rezzónico
Juan Pablo Rezzónico (Córdoba, Argentina; 27 de enero de 1979) es un futbolista argentino. Juega como marcador central y su primer equipo fue Racing de Córdoba. Actualmente milita en Recreativo Elenense de la Liga Riotercerense.
Además se dedica a la representación de jugadores.

## Trayectoria
Rezzónico debutó profesionalmente en Racing de Córdoba en el año 2001 en un encuentro frente a San Martín de Tucumán. Jugó en el club cordobés desde el 2001 hasta el 2006 disputando un total de 109 partidos, de los cuales 43 los jugó en la Primera B Nacional, más un total de 8 goles. En el 2006 es traspasado a Unión de Santa Fe en donde tan solo disputó 2 partidos.
Al año siguiente es traspasado al extranjero, más precisamente a España, en donde en dos años jugó en cuatro clubes distintos, estos clubes fueron: Cerro de Reyes, Zamora, Lucena y Gramenet. En España disputó un total de 49 partidos y marcó 3 goles.
Retornó al país en el 2009, el club comprador fue San Martín de San Juan, en donde nunca logró jugar. En 2010 es traspasado a Talleres de Córdoba, en donde jugaría en dos años un total de 35 partidos marcando 2 goles. La temporada 2012/13 la jugaría en Tiro Federal de Rosario en donde disputaría 25 partidos marcando 2 goles. Para la nueva temporada sería transferido a Platense.
En julio de 2014, al terminarse su contrato con platense, es transferido a Juventud Unida de San Luis.
En 2015 retorna a Racing de Córdoba, el club de sus amores, para disputar el Torneo Federal B. Después de 2 años logró llevarlo al Torneo Federal A tras ganarle la final a Central Norte de Salta anotando un gol en la ida y salvando al equipo en la última jugada del partido de vuelta.

## Clubes
| Club                       | País      | Año       |
| -------------------------- | --------- | --------- |
| Racing de Córdoba          | Argentina | 2001-2006 |
| Unión de Santa Fe          | Argentina | 2006      |
| Cerro de Reyes             | España    | 2007      |
| Zamora                     | España    | 2007      |
| Lucena                     | España    | 2008      |
| Gramenet                   | España    | 2008-2009 |
| San Martín de San Juan     | Argentina | 2009-2010 |
| Talleres de Córdoba        | Argentina | 2010-2012 |
| Tiro Federal de Rosario    | Argentina | 2012-2013 |
| Platense                   | Argentina | 2013-2014 |
| Juventud Unida de San Luis | Argentina | 2014-2015 |
| Racing de Córdoba          | Argentina | 2015-2017 |
| Recreativo Elenense        | Argentina | 2019-?    |

## Palmarés

### Campeonatos nacionales
| Título             | Club              | País      | Año  |
| ------------------ | ----------------- | --------- | ---- |
| Torneo Argentino A | Racing de Córdoba | Argentina | 2004 |

### Otros logros
| Título               | Club              | País      | Año  |
| -------------------- | ----------------- | --------- | ---- |
| Ascenso al Federal A | Racing de Córdoba | Argentina | 2017 |